# Kanton Saint-Laurent-du-Pont
Der Kanton Saint-Laurent-du-Pont war bis 2015 ein französischer Wahlkreis im Arrondissement Grenoble, im Département Isère und in der Region Rhône-Alpes. Hauptort war Saint-Laurent-du-Pont, Vertreter im conseil général des Départements war zuletzt von 1988 bis 2015 Jacques Pichon-Martin (DVD).

## Gemeinden
Der Kanton umfasste die Wahlberechtigten aus sieben Gemeinden:
| Gemeinde                    | Einwohner Jahr | Fläche km² | Bevölkerungsdichte | Code INSEE | Postleitzahl |
| --------------------------- | -------------- | ---------- | ------------------ | ---------- | ------------ |
| Entre-deux-Guiers           | 1728 (2013)    | 10,55      | 164 Einw./km²      | 38155      | 38380        |
| Miribel-les-Échelles        | 1739 (2013)    | 29,34      | 59 Einw./km²       | 38236      | 38380        |
| Saint-Christophe-sur-Guiers | 862 (2013)     | 23,54      | 37 Einw./km²       | 38376      | 38380        |
| Saint-Joseph-de-Rivière     | 1199 (2013)    | 17,39      | 69 Einw./km²       | 38405      | 38134        |
| Saint-Laurent-du-Pont       | 4531 (2013)    | 35,25      | 129 Einw./km²      | 38412      | 38380        |
| Saint-Pierre-de-Chartreuse  | 1016 (2013)    | 80,12      | 13 Einw./km²       | 38442      | 38380        |
| Saint-Pierre-d’Entremont    | 551 (2013)     | 32,31      | 17 Einw./km²       | 38446      | 73670        |